# Борисов, Степан Константинович
Степан Константинович Борисов (род. 10 марта 2002, Санкт-Петербург) — российский хоккеист, нападающий.

## Биография
Воспитанник петербургского СКА. В сезоне 2019/20 дебютировал за команду МХЛ «СКА-Варяги». С 2021 стал играть в МХЛ за «СКА-1946». Выступал за клубы МХК «Рязань-ВДВ» (НМХЛ, 2022/23), «Норильск» (ВХЛ, 2023/24). С сезона 2024/25 — в системе екатеринбургского «Автомобилиста», игрок команды ВХЛ «Горняк-УГМК». В ноябре и декабре 2024 года провёл два матча в КХЛ.